# Maria Utrata
Maria Utrata z domu Pacholak, pseudonim Ula (ur. 6 sierpnia 1902 w Kotlinie k. Jarocina, zm. 9 listopada 1987 w Poznaniu) – polska działaczka komunistyczna. Żona Kazimierza.

## Życiorys
Urodziła się w rodzinie małorolnego chłopa Ignacego Pacholaka i Jadwigi Stysiak. Młodość spędziła w Sławoszewie. Od dzieciństwa wykazywała talent do hafciarstwa. W 1921 roku przeniosła się do Poznania by wykształcić się w zawodzie hafciarki. Na nauki trafiła do Wytwórni Paramentów Kościelnych i Haftów Artystycznych na Alejach Marcinkowskiego. Początkowo związana z klasowymi związkami zawodowymi i Polską Partią Socjalistyczną. Od 1932 roku członkini Polskiego Związku Myśli Wolnej.

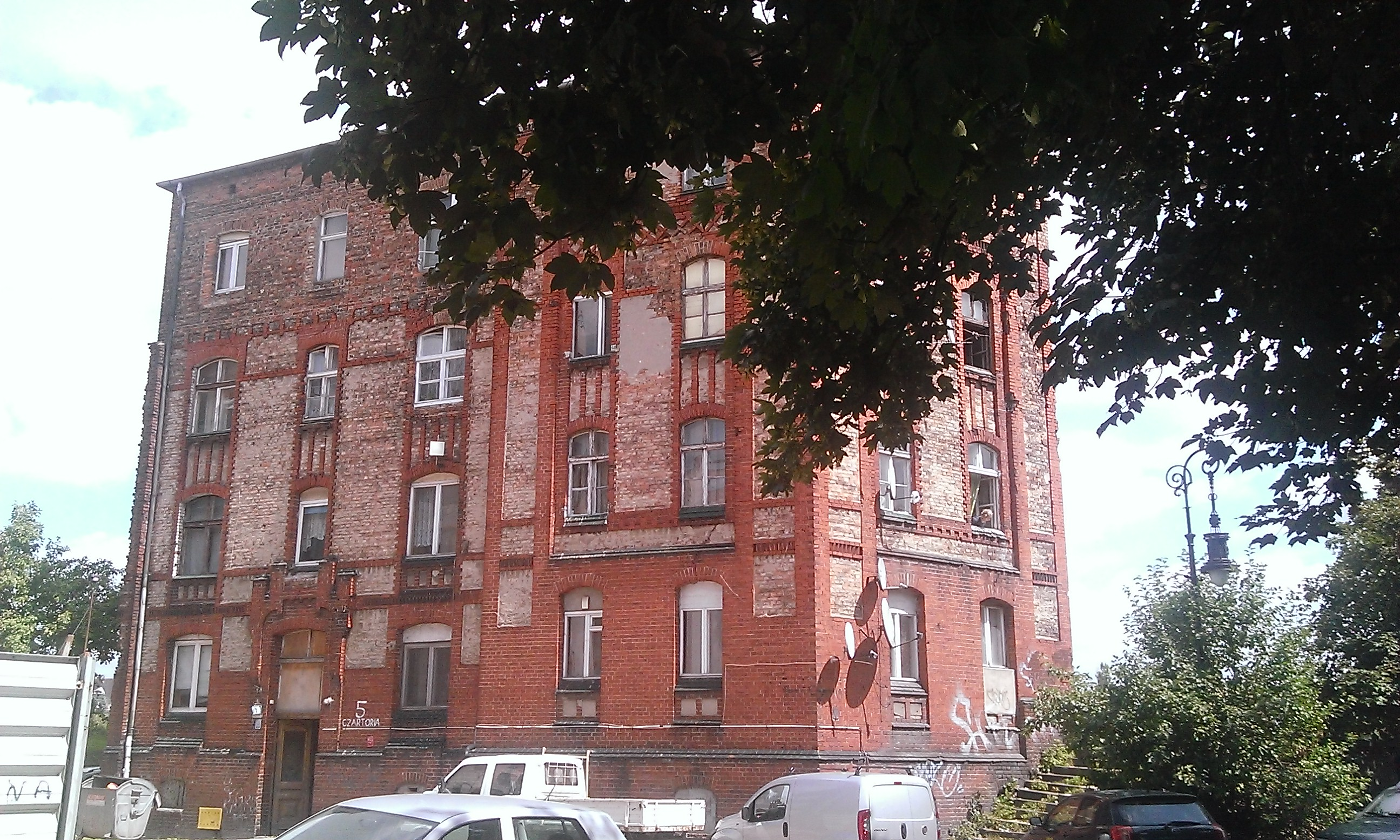
Ocalały fragment budynku, w którym mieszkali Utratowie w okresie międzywojennym.

W 15. rocznicę Rewolucji Październikowej najpierw uszyła, a później wspólnie z mężem rozwiesiła nad suchym korytem Warty w pobliżu Mostu Chrobrego czerwoną płachtę z napisami "Niech żyje KPP" i "Śmierć burżujom". Po tym wydarzeniu została przyjęta do Komunistycznej Partii Polski i dostała funkcję łączniczki. Mieszkanie Utratów przy ulicy Siennej 7 (dawne osiedle robotnicze na Chwaliszewie) było miejscem narad poznańskich komunistów. W październiku 1936 została skazana na 6 miesięcy pozbawienia wolności za "odgrażanie się Sądowi" podczas rozprawy przeciwko jej mężowi.
W okresie okupacji niemieckiej Kazimierza Utratę aresztowało Gestapo, a później wysłano do obozu w Dachau. Maria początkowo pracowała w warsztacie hafciarskim, a później w Posener Gumiwerke na Starołęce (dzisiejszej fabryce Stomil). Od 1941 działała w konspiracji komunistycznej. Była członkinią Polskiej Partii Robotniczej. W 1944 została aresztowana wspólnie ze Stanisławą Piękniewską (żoną Zygmunta Piękniewskiego) i przewieziona do Domu Żołnierza (poznańskiej siedziby Gestapo), gdzie była torturowana. Później uwięziono ją w obozach Ravensbruck i Genshagen. Po wyzwoleniu powróciła do Poznania.
Po wojnie działała na poziomie lokalnym w Polskiej Zjednoczonej Partii Robotniczej.
Została pochowana w rodzinnym grobie na Cmentarzu Junikowskim.

## Życie prywatne
W 1928 roku poślubiła Kazimierza Utratę, z którym miała córkę Gabrielę (ur. 1930). Jej zięciem był Leopold Sokołowski, oficer LWP, działacz żydowski.

## Odznaczenia
- Krzyż Oficerski Orderu Odrodzenia Polski[12] – 1955